# Ephippiorhynchus
Ephippiorhynchus és un gènere d'ocell de la família dels cicònids. Els membres d'aquest gènere es coneixen com a "Jabirús", nom que comparteixen amb el jabirú americà del gènere Jabiru.

## Morfologia
- Són grans aus amb més de 140 cm d'alçada i una envergadura 230-270 cm.
- Les dues espècies són de color blanc i negre, amb un grandíssim bec acolorit, principalment vermell i negre.
- Els sexes tenen plomatges similars, però difereixen en el color d'ulls.

## Hàbits
Aquestes cigonyes crien als aiguamolls i altres zones humides, fent un gran niu als arbres. Com la majoria de les cigonyes, volen amb el coll estès, no retret com el dels agrons, i en vol, presenten una figura estranya, amb el cap i el gran bec caiguts cap avall. Romanen en silenci a excepció del xoc de les dues mandíbules des del niu.
Com la major part de les cigonyes, aquests jabirús del Vell Món, s'alimenten principalment de peixos, granotes i crancs, però també de pollets d'altres aus i altres vertebrats.

## Llistat d'espècies
Se n'han descrit dues espècies d'aquest gènere:
- jabirú asiàtic (Ephippiorhynchus asiaticus).
- jabirú africà (Ephippiorhynchus senegalensis).